# Deinocroton
Deinocroton – rodzaj wymarłych kleszczy żyjących ok. 99 mln lat temu i zaklasyfikowanych do nowej rodziny Deinocrotonidae.
Kleszcze Deinocroton żyły ok. 99 mln lat temu, żywiły się krwią opierzonych dinozaurów. Jest pierwszym znanym przykładem kleszcza pasożytującego na dinozaurach. Gatunkiem typowym jest Deinocroton draculi, opisany na podstawie okazu znalezionego w bryłce bursztynu z Birmy.